# Громадянська війна в Сирії

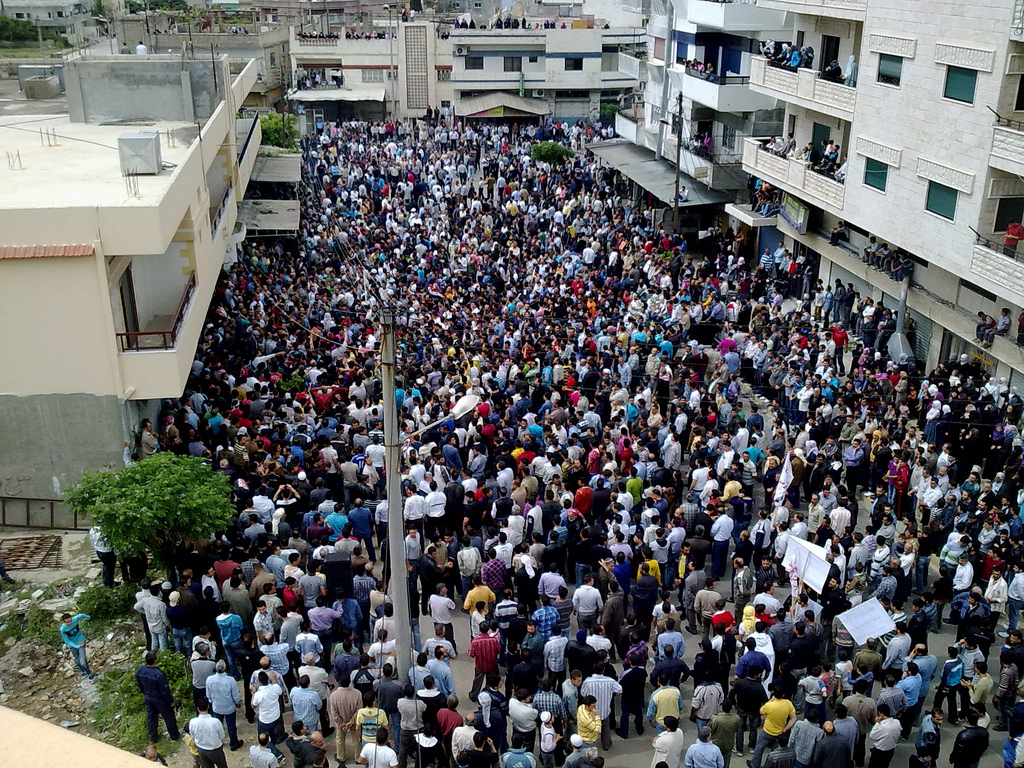
Антиурядові демонстрації в Баніясі 29 квітня 2011

Громадянська війна в Сирії, також Сирійське повстання — збройний і політичний конфлікт у Сирії, що розпочався 15 березня 2011 року з демонстрацій, які були частиною Арабської весни. Після цього переріс у повстання та громадянську війну 2012 року. Протестувальники вимагали відставки Президента Башара аль-Асада та завершення майже 50-річного однопартійного правління баасистів. У грудні 2024 року режим Асада було повалено внаслідок наступу з півдня та північного заходу Сирії. 

## Прелюдія
Ситуація в Сирії є частиною Арабської весни — хвилі соціальних переворотів у країнах Арабського світу, що вимагали більшої політичної свободи і повалення самодержавства. Натхненні успішними революціями в Тунісі та Єгипті, сирійські протестувальники використовували такі засоби, як марші, голодування, заворушення та вандалізм, аби позбутись майже 50-річного правління партії Баас. Деякі політичні оглядачі охарактеризували повстання як «безпрецедентне».
Оскільки протести не припинялися, для їхнього придушення сирійський уряд почав застосовувати танки та снайперів. В особливо неспокійних областях було перекрито воду та електроенергію і сили безпеки вдалися до конфіскації борошна та продуктів харчування. Сирійська армія взяла в облогу міста Дару, Думу, Баніяс, Хаму, Хомс, Халеб, Тель-Калях, Ідліб, Ар-Растан, Джиср-аш-Шугур, Дейр-ез-Зор, Латакію. За словами свідків, солдатів, що відмовилися відкрити вогонь по демонстрантах, стратила сирійська армія. Сирійський уряд заперечив повідомлення про дезертирства і звинуватив «озброєні банди» у розв'язанні конфлікту.
З літа 2011 року опозиційно налаштовані військові та перебіжчики сформували бойові загони під назвою Вільна сирійська армія, що розпочали повстанську кампанію проти регулярної армії Сирії. Внаслідок цього збройні зіткнення поширилися на всю країну, щораз наростаючи ближче до кінця року й набуваючи більшої організованості.
Наприкінці 2011 року повстанці встановили контроль над кількома містечками та селами в провінції Ідліб. У січні 2012 року Вільній сирійській армії вперше вдалося встановити контроль над містом, захопивши після запеклих боїв з регулярною армією місто Забадані у провінції Ріф-Дімашк. 21 січня Вільна сирійська армія взяла місто Думу поблизу Дамаска. ВСР контролює дві третини Хомса, третього за розмірами міста країни. З кінця січня 2012 багато передмість Дамаска почали падати під тиском опозиції. Крім того, більша частина сільських околиць Дамаска перебувають під контролем опозиції. Дехто звинувачує бойовиків у викраденнях та вбивствах тих, хто співпрацював з урядовими силами. Попри все уряд досі утримує контроль над внутрішньою частиною Дамаска. За даними ООН та інших джерел, з часу початку повстання загинуло бл. 7 тис. осіб, зокрема 1800—2800 вояків, значно більше поранених і тисячі протестувальників було ув'язнено. Від рук Сил безпеки загинуло понад 300 дітей. Крім того понад 600 ув'язнених, зокрема й політичних в'язнів померли від катувань.
Від початку повстання сирійський уряд пішов на кілька поступок. 21 квітня було скасовано надзвичайний стан, що тривав 48 років і надавав уряду широкі повноваження призупинити конституційні права. Крім того, 24 липня на розгляд парламенту було внесено проєкт закону, що дозволяв створення нових політичних партій за умови, що їх буде засновано не на релігійних, племінних чи етнічних ідеях і вони не дискримінуватимуть за статтю чи расою. Втім, протестувальники визнали ці поступки незначними, вимагаючи істотніших реформ.
Арабська ліга, Європейський Союз, Генеральний секретар ООН Пан Ґі Мун, Організація Ісламської співпраці, Рада країн Перської затоки, Саудівська Аравія, Туреччина та Сполучені Штати Америки серед іншого засудили використання зброї проти протестувальників. Уряд Ірану, головного регіонального союзника Асада, спершу заявив, що повстання організовано зовнішніми силами, проте президент Махмуд Ахмадінеджад закликав до реформ та до пошуку порозуміння обох сторін, заявивши, що жодна з них не має права вбивати одна одну. Попри заяву Ірану, зовнішнє втручання було виключено. Арабська ліга призупинила членство Сирії до часу, коли уряду почне мирне врегулювання конфлікту, та послала в країну спостерігачів в рамках своєї пропозиції про мирне врегулювання кризи.
26 лютого 2012 відбувся Всенародний референдум із проекту нової конституції Сирійської Арабської Республіки.
За даними ООН, на початок березня 2013 року загинуло в ході громадянської війни понад 70.000 сирійців. Кількість біженців досягла 1 000 000 осіб, переважна більшість осіла в сусідньому Лівані, також в Йорданії, Туреччині та інших суміжних країнах. Кількість втікачів значно зросла з початку 2013 року, в січні-лютому 2013 їх кількість склала 420.000 осіб. Понад 2.500.000 сирійців змушені були переселитися в спокійніші райони всередині країни. Разом з тим ООН відмітила гостру нестачу коштів для допомоги біженцям, вдалося зібрати лише 20 %.
Наприкінці квітня 2013 року за оцінками ООН кількість загиблих сягнула близько 93 тисячі осіб. Загинуло щонайменше 6561 дітей.

## Передумови

### Спадкоємність влади

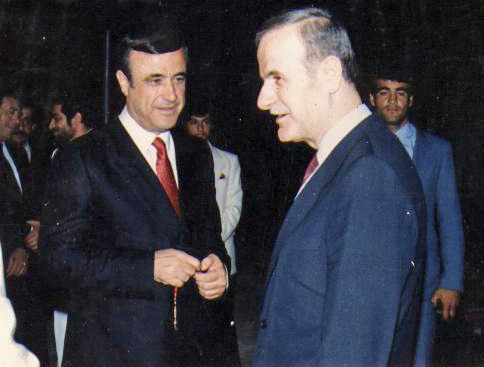
Колишній президент Хафез аль-Асад (праворуч) і його брат Рифат аль-Асад, який керував 1982 року битвою за Хама

Сирія здобула незалежність у 1946 році. В березні 1949 року національний уряд Сирії був скинутий в перевороті. Того ж року стались ще два військових перевороти. Народне повстання проти військового режиму в 1954 році примусило військових передати владу в руки цивільних. На вільних виборах 1955 року переміг Шукрі аль-Куватлі, який був президентом під час перевороту в березні 1949 року. Короткий союз з Єгиптом в 1958 році призвів до заміни парламентської системи влади Сирії на високоцентралізовану президентську. Союз розпався в 1961 році після виходу Сирії. Військовий переворот 1963 року привів до влади партію Баас, невдовзі після якого стався ще один переворот в 1966 році, внаслідок якого були скинуті партійні лідери, Мішель Афлак і Салах аль-Дін аль-Бітар. В 1970 році міністр оборони Хафез аль-Асад захопив владу і оголосив себе президентом, цю посаду він обіймав до смерті в 2000 році. Відтоді Баас залишається єдиною владною партією Сирії, а громадяни можуть лише схвалити Президента на референдумі, але не провести багатопартійні вибори до парламенту.
В 1982 році, в розпал шестирічного ісламістського повстання по всій країні, Асад використав тактику випаленої землі в боях за місто Хама для придушення повстання сунітських ісламістських громад, в тому числі Братів-мусульман та інших. Битва за Хаму забрала життя десятків тисяч осіб.
Питання про спадкоємця Хафеза аль-Асада спровокувало протести в Латакії 1999 року, які спалахнули після виборів до Народної асамблеї в 1998 році. Протести стались через тривалу ворожнечу між Хафезом аль-Асадом і його молодшим братом Рифатом. В перестрілках між сирійською поліцією і прихильниками Рифата в боях за порт в Латакії було вбито дві людини. За даними опозиції, які влада спростовує, під час придушення протестів загинули та були поранені сотні людей. Хафез аль-Асад помер роком пізніше від легеневого фіброзу. Наступником Хафеза став його син, Башар аль-Асад, якого було обрано на посаду Президента після того, як до конституції країни була внесена поправка, яка зменшила вікове обмеження з 40 років, до 34.
Башар аль-Асад, який вільно володіє англійською мовою та має дружину британського походження, спочатку надихнув надії на реформи. Дамаська весна — запеклі політичні і громадські дебати відбувались з липня 2000 року по серпень 2001 року. За цей час з'явились численні політичні форуми, або салони, коли групи однодумців зустрілися в приватних будинках для обговорення політичних та соціальних питань. Політичні активісти, такі як Ріад Сейф, Хайтам аль-Малех, Камаля аль-Лабвані, Ріяд аль-Турк і Ареф Даліла зіграли важливу роль в мобілізації руху. Найвідомішими з форумів були Ріад Сеіф і Джамаль аль-Атассі. Дамаська весна завершилась в серпні 2001 року арештами і ув'язненням десятків провідних активістів, які закликали до проведення демократичних виборів і кампаній громадянської непокори. Поновлення діяльності опозиції відбулось в жовтні 2005 року, коли активіст Мішель Кіло спільно з іншими провідними опозиційними діячами створили Дамаську декларацію, в якій піддали критиці сирійський уряд, як «авторитарний, тоталітарний і замкнений» та закликали до демократичних реформ.
Декілька заворушень в курдських районах Сирії з 2004 року призвели до зростання напруження обстановки. Того ж року стались антиурядові заворушення в північно-східному місті Камишли. Під час безладів на футбольному матчі, декілька глядачів підняли курдські прапори, і матч перетворився на політичний конфлікт. В жорстокій контр-операції сирійської поліції та зіткненнях між курдськими і арабськими угрупуваннями, принаймні 30 людей було вбито, за іншими даними, кількість загиблих могла досягти до 100 чоловік. Відтоді тривають сутички між курдами та сирійськими службами безпеки.
Родина аль-Асад належить до алавітів — релігійного відгалуження шиїтського ісламу, до якого входить близько 12 % населення Сирії. Вона тримала під жорстким контролем силові відомства Сирії, що породжувало обурення серед мусульман-сунітів, релігійної течії ісламу, до якої належить близько три чверті населення Сирії. Курдська меншина також була невдоволена правлінням Асадів та брала участь в протестах. Башар аль-Асад спочатку стверджував, що його держава має імунітет від масових акцій протесту, подібних до тих, які мали місце в Єгипті. Радник Президента Боутаіна Шаабан звинуватив сунітських священнослужителів та проповідників у підбурюванні до повстання сунітів, наприклад, у проповіді Юсуфа аль-Карадаві в Досі 25 березня 2012 року. За даними The New York Times, для придушення повстання сирійський уряд покладається «майже повністю» на військові підрозділи, де більшість складають алавіти. Молодший брат Президента, Магер аль-Асад, командує Четвертою бронетанковою дивізією, а його швагер, Ассеф Шаукат, був заступником міністра оборони.

### Права людини
Стан дотримання прав людини в Сирії тривалий час був предметом жорсткої критики з боку міжнародних організацій. Надзвичайний стан діяв в країні з 1963 до 2011 року, силовим відомствам фактично були надані широкі повноваження арештовувати та утримувати під вартою громадян країни. Сирійський уряд пояснив це довготривалою війною з Ізраїлем. Після приходу до влади в 1970 році, Хафез аль-Асад швидко очистив уряд від політичних опонентів та встановив контроль над всіма аспектами сирійського суспільства. Він створив розвинений культ особи та жорстко придушував будь-яку опозицію, найбрутальніше, під час битви за Хаму в 1982 році. Коли після смерті батька в 2000 році Президентом країни став Башар аль-Асад, він висловив сподівання, що сирійський уряд піде на деякі поступки заради лібералізації суспільно-політичних відносин. Цей період став відомий як Дамаська весна. Проте, вважається, що аль-Асаду не вдалось успішно втілити демократичні зміни, в доповіді Хьюман Райтс Вотч 2010 року зазначено, що йому не вдалося поліпшити стан дотримання прав людини за десять років перебування на посаді Президента. Сирія залишилась під однопартійним правлінням.
Можливість вільного вираження думок і зборів суворо контрольовані в Сирії. Правозахисники та критики уряду зазнавали переслідувань, ув'язнень на необмежений час, страждали від тортур та знаходились у в'язницях в поганих умовах. Хоча аль-Асад дозволив радіостанціям грати західну поп-музику, вебсайти, такі як Amazon, Facebook, Wikipedia та YouTube були заблоковані до 1 січня 2011 року, коли громадяни отримали право зареєструватися для високошвидкісного Інтернету. Тим не менш, ухвалений в 2007 році закон зобов'язує інтернет-кафе записувати всі коментарі, які залишають користувачі на інтернет-форумах.
В інтерв'ю, опублікованому 31 січня 2011 року аль-Асад заявив, що настав час реформ, що протести в Єгипті, Тунісі та Ємені показали, що на Близький Схід приходить «нова ера», і що арабські правителі мають йти на зустріч запитам народу на політичний та економічний розвиток.
Жінки і національні меншини зазнавали дискримінацію в державному секторі. Тисячі сирійських курдів були позбавлені громадянства в 1962 році, а їхні нащадки залишились в статусі «іноземців» до 6 квітня 2011 року, коли 120 000 з приблизно 200 000 курдів стали громадянами. Оскільки у владних структурах переважають алавіти, аль-Асаду довелось йти на деякі поступки сунітській більшості та іншим меншинам країни.
11 жовтня 2013 р. правозахисна організація Human Rights Watch звинуватила повстанців в Сирії у здійсненні військових злочинів та злочинів проти людяності, зокрема у вбивстві сотень цивільних осіб, захопленні в заручники мирних громадян, зв'язках з терористичним угрупуванням «Аль-Каїда». Правозахисники закликали членів Ради Безпеки ООН передати звіт про військові злочини повстанців в Сирії до Міжнародного кримінального суду.
У січні 2016 року стало відомо про голод у гірському місті Мадая, яке режим Башара Асада півроку тримає в облозі за підтримку опозиції. Від голоду у Мадая страждає 40 тисяч мирних мешканців, діти по 4-5 днів не мають їжі.

## Повстання і громадянська війна

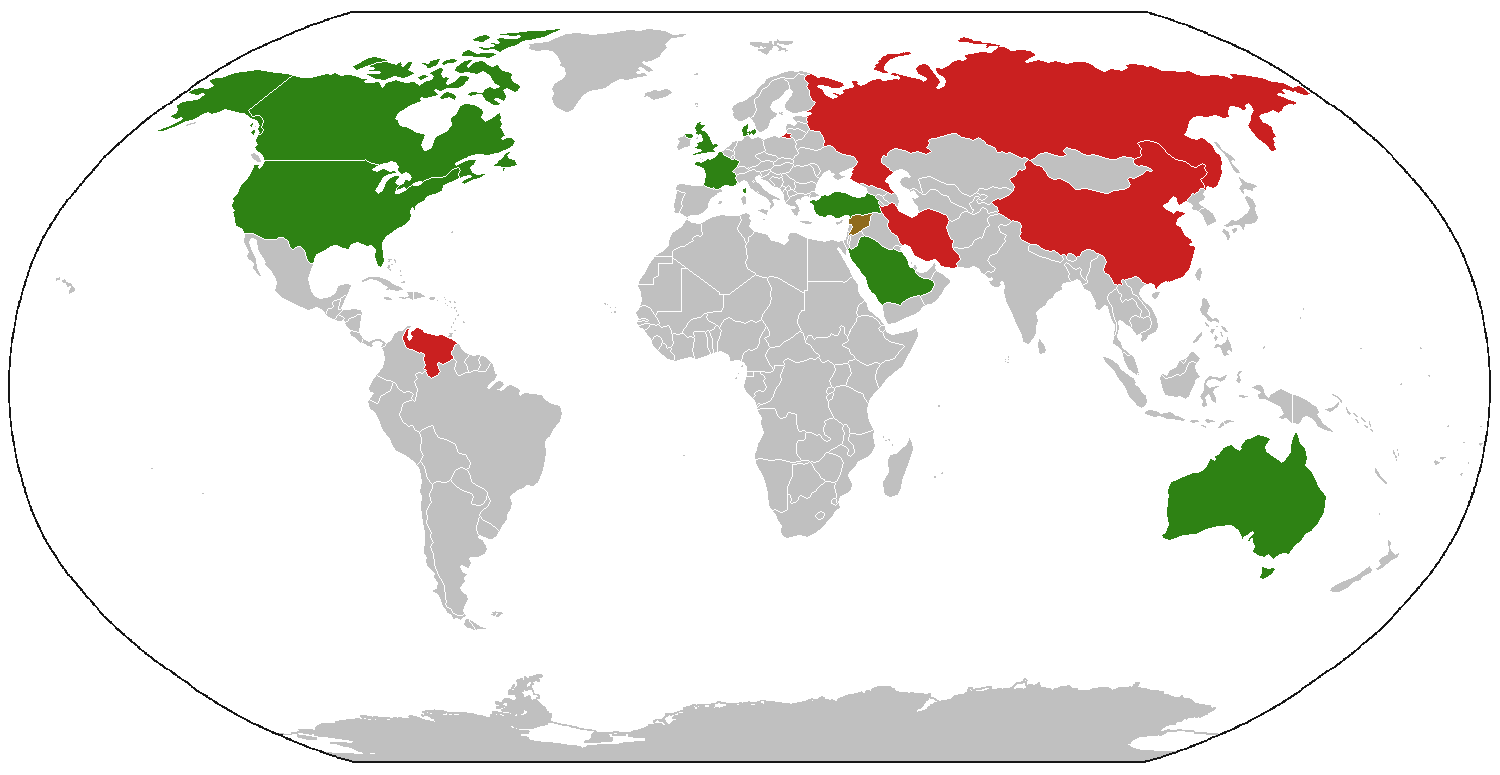
Мапа країн світу, задіяних в громадянську війну в Сирії: союзники і супротивники режиму Башар аль-Асада

| Країни Близького Сходу задіяні у військовій інтервенції до Сирії в ході громадянської війни (станом до 27 листопада 2024 року) |
| Сирія Анексована Росією територія Країни, які офіційно надають військову підтримку урядовим силам Країни, які офіційно надають військову підтримку сирійським повстанцям фракції та групи, які надають військову допомогу урядовим силам фракції та групи, які надають військову допомогу сирійським повстанцям |

### Початок протестів

Поточний прапор Сирії, який використовували з 1 січня 1932 по 22 лютого 1958 в часи Сирійської республіки, а також з 28 вересня 1961 по 8 березня 1963 в часи Сирійської арабської республіки. В часи правління Баасу (з 1963) цей прапор часто використовували як символ опозиції (зокрема як прапор Вільної сирійської армії)

В порівнянні із заворушеннями, що охопили весь арабський світ, протестна активність в Сирії була досить помірною. Через суворі заходи безпеки, порівняно популярного президента, релігійне розмаїття і побоювання з приводу можливості заколотів, подібних тим, що мали місце в сусідньому Іраку, Аль-Джазіра навіть назвала Сирію «царством тиші».

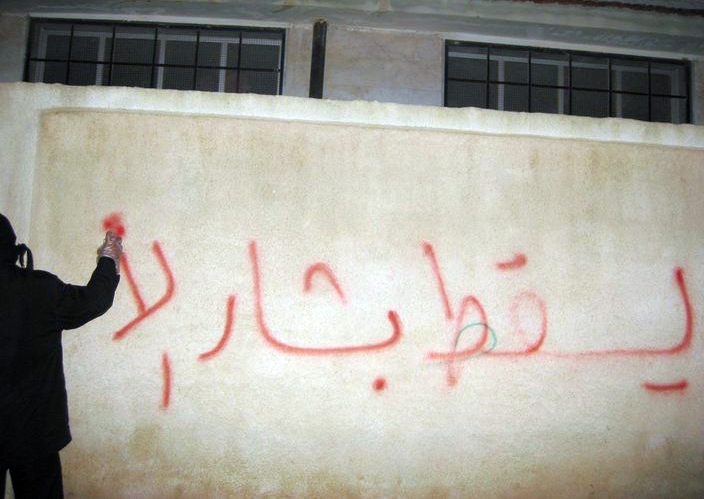
«Геть Башара аль-А[сада]». Антиурядові графіті належали до перших ознак повстання

Події почали розгортатись 26 січня 2011 року, коли Хасан Алі Аклех Аль-Хасака вчинив акт самоспалення, подібно до того, як Мохамед Боуазізі в Тунісі 17 грудня 2010 року. За словами свідків, самоспалення було проведене «на знак протесту проти сирійського уряду». Два дні потому, 28 січня 2011 року, ввечері в Ар-Ракка була проведена демонстрація на знак протесту проти вбивства двох солдатів курдського походження.
3 лютого на сайтах соціальних мереж Facebook і Twitter 4-5 лютого були оголошені сирійським «Днем гніву». Однак, в середині країни протести провалились. Сотні демонстрантів пройшли в Аль-Хасаці, але сирійські сили безпеки швидко розігнали протест і заарештували десятки учасників. Демонстрація наприкінці лютого навпроти Лівійського посольства в Дамаску проти уряду Муамара Каддафі, котрий сам боровся проти протестів у власній країні, наштовхнулась на жорстоке побиття з боку поліції, яка мала розігнати демонстрацію проти дружнього режиму.
6 березня в місті Дара були заарештовані хлопчики за те, що писали на стінах «люди прагнуть повалення режиму». Наступного дня 13 політичних ув'язнених оголосили голодування на знак протесту проти «політичних арештів та переслідувань», та з вимогою реалізації цивільних і політичних прав. Через три дні десятки сирійських курдів розпочали голодування на знак солідарності з цими ув'язненими. В цей період, критик сирійського уряду, Рібаль аль-Асад, заявив, що настав час Сирії приєднатись до Арабської весни.

## Повстання і ескалація протестів

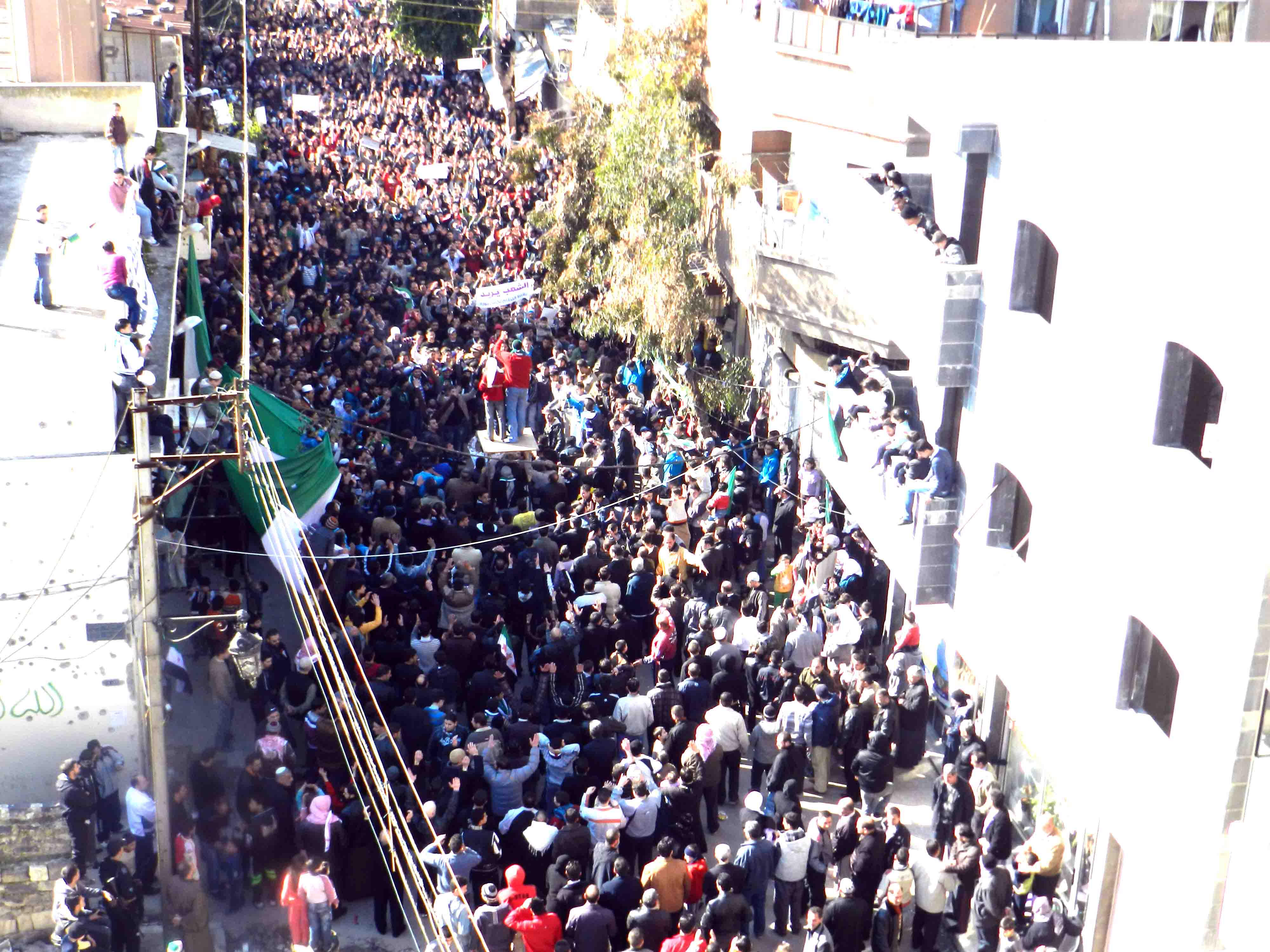
Опозиційна демонстрація в одному з районів Хомса

Протести, масові заворушення і зіткнення з поліцією почалися 15 березня із поширенням протестного руху, у великих містах по всій Сирії були проведені демонстрації. В Дамаску натовп з 150 осіб кричав «революція почалася!»
16 березня близько 200 осіб зібралися біля будівлі міністерства внутрішніх справ з вимогою звільнити політичних в'язнів. В містах аль-Хаска, Дара, Дейр-ез-Зор, і Хама на демонстрації вийшли тисячі людей. За повідомленнями дисидентів, стались поодинокі зіткнення з державними службами безпеки. В Дамаску, невелика група з 200 чоловік спонтанно зросла до близько 1500 чоловік. Дамаск не бачив настільки масових виступів з 1980 року.
Ці події привели до «П'ятниці гідності» 18 березня, коли великомасштабні протести стались в декількох містах, в тому числі, в Баніасі, Дамаску, аль-Хассакі, Даарі, Дейр аль-Зорі і Хамі. У відповідь, поліція застосувала сльозогінний газ, водяні гармати, палиці, і навіть вогнепальні набої. Щонайменше шестеро були вбиті, багато учасників зіткнення були поранені. Протягом наступних кількох днів сили безпеки розігнали мирну демонстрацію на площі Марджа в Дамаску. 150 учасників демонстрації тримали фотографії членів родин та друзів, ув'язнених режимом. Сили безпеки також вбили декількох людей в Даарі. Ця подія вивела на вулиці тисячі протестувальників. Спроби придушити ці протести тривали декілька днів, в зіткненнях загинуло декілька учасників демонстрацій.
Дара стало епіцентром демонстрацій, які щоденно набирали обертів. Це місто відчувало тиск внутрішніх біженців з північно-східних регіонів, які були вимушені втікати від посухи, посиленої відсутністю державної допомоги постраждалим районам. 25 березня понад 100 000 людей взяли участь в демонстрації, принаймні 20 були вбиті в зіткненнях з поліцією. Протести також поширились на інші міста, в тому числі Хомс, Хаму, Баніяс, Джасем, Алеппо, Дамаск і Латакію. В цілому, було повідомлено про понад 70 загиблих.
В грудні 2012 року очільник сирійської військової поліції генерал Абдулазіз Шалаль втік до Туреччини і перейшов на сторону противників нинішнього президента країни.

### Застосування хімічної зброї
В березні 2013 року режим Асада був звинувачений у застосуванні хімічної зброї при штурмі Алеппо. Наприкінці березня, розвідувальні служби Великої Британії, Франції, Ізраїлю та Сполучених Штатів оприлюднили повідомлення про застосування хімічної зброї. Розвідувальні служби Сполучених Штатів повідомили, що результати аналізу крові декількох осіб, які начебто перебували в місті під час штурму, показали ознаки застосування зарину.
Однак, під час візиту до Москви, міністр інформації Сирії Омран аль-Зобі заперечив наявність хімічної зброї у сирійських військових, а також заперечив використання такої зброї сирійськими військовими.
В інтерв'ю телеканалу Аль-Арабія 27 квітня 2013 року перебіжчик з Сирійської армії бригадний генерал Захер Аль-Сакет заявив, що сирійські військові мають в своєму розпорядженні хімічну зброю, яка була спочатку отримана від Радянського Союзу, а потім виготовлялась і в місцевих умовах. Режим застосував ірританти (сльозогінний газ, тощо) для розгону демонстрацій. Летальні хімічні агенти були використані в 13 випадках, востаннє, це сталось в Утайбах. Зарин був використаний тричі.
В інтерв'ю Шведському телебаченню 6 травня 2013 року член комісії ООН з розслідування порушення прав людини в Сирії Карла дель Понте заявила, що існують сильні підозри щодо застосування зарину повстанцями. Однак, досі бракує беззаперечних доказів а також не виключена можливість використання хімічної зброї проурядовими військами. Через декілька днів, 6 травня, від імені комісії була поширена заява про те, що досі не зроблено остаточного рішення з приводу застосування хімічної зброї в Сирії.
5 червня 2013 міністр закордонних справ Франції Лоран Фабіус виступив з заявою, що результати хімічних аналізів зразків матеріалів, отриманих із Сирії, не залишають жодних сумнівів у тому, що режим Асада та його прибічники застосували хімічну зброю, а саме, зарин. Речник міністерства зовнішніх справ Великої Британії підтвердив наявність доказів застосування зарину.
6 червня 2013 міністр закордонних справ Російської Федерації Сергій Лавров заявив, що питання хімічної зброї стало предметом спекуляції і провокації для виправдання можливого іноземного військового втручання у протистояння в Сирії.
13 червня 2013 старший радник з національної безпеки президента США Барака Обами Бен Родс повідомив, що за оцінками США, 100—150 людей постраждали у групових нападах з ймовірним використанням хімічної зброї. Розвідка США після інтенсивних досліджень припускає що хімічна зброя використовувалася військами Асада у Сирії у невеликих масштабах. Бен Родс також повідомив, що президент Обама вирішив розширити військову підтримку та озброєння сирійської опозиції.
15 червня 2013 глава МЗС Росії Сергій Лавров заявив, що дані США про застосування хімічної зброї владою Сирії начебто не відповідають суворим експертним вимогам організації по забороні хімічної зброї, зокрема не було контролю за пробами крові, сечі, ґрунту, одягу на всьому шляху проходження від місця узяття проб до лабораторії. Також Лавров висловив сумніви в застосуванні сирійською владою хімічної зброї, пославшись на відсутність переконливих доказів.
З 18 по 31 серпня 2013 року на запрошення уряду в Сирії перебувала інспекція ООН, для розслідування повідомлень про використання хімічної зброї сирійськими опозиціонерами.
21 серпня 2013 року з'явились повідомлення про вірогідне застосування у передмісті Дамаска — Східній Гуті отруйного газу зарин. Опозиція звинуватила у використанні хімічної зброї сирійську владу. Уряд Асада заперечив свою причетність до хімічної атаки, і поклав відповідальність за неї на пов'язаних з опозицією іноземних найманців та західні країни. Також сирійський уряд звернувся до ООН з проханням розслідувати дані про нові хіматаки повстанців, що стались 22, 24 та 25 серпня 2013 року на околицях Дамаску. Генеральний секретар ООН Пан Гі Мун повідомив, що аналіз матеріалів, зібраних в Сирії експертами ООН з хімзброї, може зайняти два тижні. Попри відсутність достовірного підтвердження факту застосування хімічної зброї та хто саме її застосував, США розпочали підготовку до військової інтервенції в Сирію. Німеччина, Велика Британія, Китай, Росія, Україна, ряд інших країн а також НАТО відмовились від військового втручання в конфлікт. 2 вересня уряд Сирії звернувся в ООН з проханням зупинити військову агресію США.
9 вересня міністр закордонних справ РФ Сергій Лавров запропонував варіант вирішення проблеми мирним шляхом через передачу хімічної зброї міжнародній спільноті, який підтримав Барак Обама, заявивши, що за такого розвитку подій військові удари по Сирії будуть відкладені.

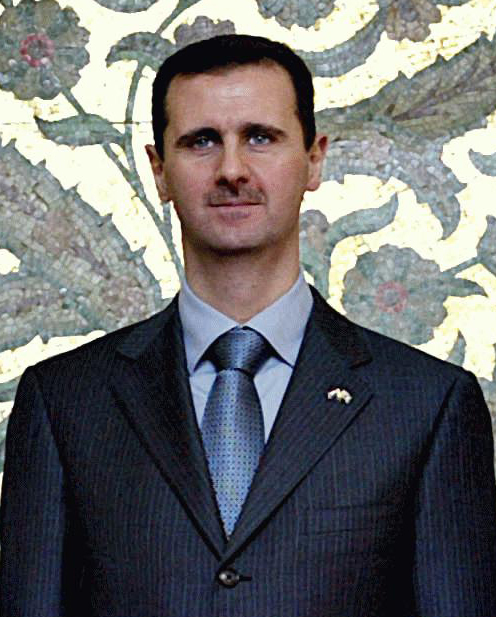
Башар аль-Асад, президент Сирії з 2000 року, фактично успадкував цю посаду від свого батька Хафеза аль-Асада

### Вплив на сусідні країни

#### Ліван
Громадянська війна в Сирії спричинила протистояння у Лівані: більшість ліванських шиїтів підтримують режим Башара аль Асада, який належить до алавитів — відгалуження у віросповіданні шиїтів. Суніти Лівану підтримують сирійських повстанців, більшість із яких суніти.
Вбивство у п'ятницю, 18 жовтня 2012 р. в Бейруті високопоставленого генерала, суніта Віссама аль-Хасана, противника чинного сирійського уряду, сприяло сплеску насильства в Лівані у вихідні. Багато ліванських політиків звинуватили Сирію у причетності до вбивства. Крім цього, обурені демонстранти після похорон аль-Хасана у неділю, 21 жовтня, спробували штурмувати урядовий палац, але були відкинуті урядовими військами.
Після невдалої спроби демонстрантів штурмувати палац уряду, спалахнуло серйозне протистояння між прихильниками та противниками сирійського президента у Лівані. Запеклі перестрілки відбулися на південно-західній околиці Бейрута.
Протягом ночі з неділі на понеділок суніти та шиїти Бейрута зіткнулися у двох районах міста. Крім цього, зіткнення сталися у північному місті Триполі, а також у містах між Бейрутом та містом Сидон на півдні. За словами очевидців, у Бейруті демонстранти використали вогнепальну зброю, а також гранатомети. У Триполі було відправлено десятки солдатів для відновлення порядку. Військові встановили у місті пропускні пункти, проводять обшук автомобілів, запроваджено перевірку документів.
У зіткненнях між ліванськими прихильниками та противниками режиму сирійського президента Башара Асада загинуло щонайменше двоє осіб та більш як 12 поранено. Побоювання про поширення громадянської війни з Сирії до Лівану посилюються.

#### Туреччина
У відповідь на запит турецького уряду, три країни НАТО — Німеччина, Нідерланди та США — погодились розмістити 6 батарей комплексів протиповітряної оборони Петріот у трьох містах на півдні Туреччини. Німеччина розмістить свої підрозділи у місті Кахраманмараш, Нідерланди — у Адані, а Сполучені Штати — у Газіантепі.

## Іноземне втручання
Конфлікт в Сирії часто сприймають як частину прихованої війни між сунітськими державами, такими як Саудівська Аравія, Туреччина і Катар, які підтримують сунітів під проводом опозиції, та Іраном і Хізбаллою в Лівані, які підтримують про-урядові сили алавітів.
В лютому 2012 року міністр закордонних справ Німеччини Ґідо Вестервелле попередив, що посередницька війна в Сирії може «призвести до такої конфронтації, що в неї може бути втягнуті Москва і Пекін». Перед від'їздом на саміт G8 2012 року прем'єр-міністр Росії Дмитро Медведєв попередив, що «дії, які підривають державний суверенітет» можуть призвести до «повномасштабної регіональної війни» і навіть до «застосування ядерної зброї». Державні установи Сирії щільно пов'язані з режимом, тому дослідник з інститут Brookings, пославшись на досвід Іраку, застеріг від негайної чистки всіх баасистів із влади.
28 квітня 2012 року армія Лівану затримала судно «Lutfallah II», яке перевозило зброю з Лівії сирійським повстанцям
Reuters припустив, що ймовірність введення до Сирії британського спецназу постійно зростає, пославшись на непідтверджені повідомлення ізраїльського сайту, що розміщені в Туреччині загони SAS провели секретні операції на території Сирії 26 червня 2012 року. В липні 2012 року, Швейцарія припинила експорт зброї до ОАЕ після того, як з'ясувалося, що ця зброя потрапляє в руки опозиції. Швейцарія ухвалила це рішення невдовзі після того, як представник ООН Наві Піллей закликав терміново припинити поставки зброї до урядових і опозиційних сил аби запобігти «подальшій мілітаризації» конфлікту. Директор Центру Сабана по близькосхідній політиці раніше стверджував, що, хоча «безконтрольна мілітаризація перетворить сирійське повстання у ширший конфлікт, який може привернути джихадистів та інших екстремістів з усього мусульманського світу», мілітаризація неминуча, і тому США повинні сприяти і спрямовувати її. В лютому 2012 року Марк Лінч стверджував протилежне: «Малоймовірно, щоб поставки зброї ззовні наблизили баланс сил, ймовірніше, вони лише провокуватимуть ескалацію напруження з боку сирійських сил безпеки». Лінч мав рацію: за даними сирійської Національної ради, потужніші повітряні та артилерійські удари після березня 2012 були мали стати відповіддю на поліпшене озброєння, координацію і тактики серед опозиційних сил, які прибули з арабських країн через територію Туреччини. У червні Amnesty International заявила, бойові дії навесні досягли "рівня та інтенсивності міжнародного збройного конфлікту ",:10 у той час як глава ООН з підтримки миру, Ерве Ладсу сказав, що країна наразі перебуває в стані «громадянської війни»,, в липні, глава місії спостереження ООН в Сирії, генерал Роберт Муд, попередив, що насильство досягло «безпрецедентного рівня», високий представник ЄС з питань зовнішньої політики Кетрін Ештон зазначила, що рівень насильства і кількість жертв зросли до «неймовірного рівня» в порівнянні з попередніми тижнями. Невдовзі після того, на конференції в Парижі, представники країн Заходу та сунітських країн оголосили, що збираються «істотно збільшити» допомогу сирійській опозиції. Як повідомляється, випадки насильства з боку опозиції стривожили деяких мирних демонстрантів та активістів, які першими взяли участь в повстанні.

### Бомбардування ізраїльськими військами території Сирії
30 січня 2013 року ізраїльські військові літаки вторглися у сирійський повітряний простір та завдали авіаудару по об'єктах на території Сирії. Влада Сирії заявила, що літаки розбомбили науково-дослідницький центр неподалік села Джамрая, поблизу провінції Дамаск. В результаті авіанальоту дві людини були вбиті, п'ятеро отримали поранення. Будівля центру і одна з сусідніх будівель були повністю знищені.
Сирія подала ООН офіційну скаргу на повітряний удар Ізраїлю по науково-дослідницькому центрові біля Дамаска. МЗС Сирії зауважило, що Ізраїль грубо порушив умови припинення вогню та угоди про роз'єднання військ від 1974 року.

Офіційні джерела в Ізраїлі повідомили, що головною ціллю атаки був транспортний конвой, що, згідно з розвідувальними даними, мав передати ракети ЗРК «Бук» (класифікація НАТО SA-17 «Гризлі») ліванському радикальному руху Хізбалла.
МЗС Росії у своєму зверненні зауважило, що наліт ВПС Ізраїлю на об'єкт під Дамаском є неспровокованими ударами по цілях на території суверенної держави, що грубо порушує Статут ООН.
Наступні авіаудари стались 3 та 5 травня 2013 року. За словами анонімних представників уряду Ізраїлю, удари були здійснені по складах керованих ракет іранського виробництва Фатех-110. Перший удар був завданий по складах аеропорту Дамаска, другий — по дослідницькому центру «Джамрая» на околицях Дамаска. Заступник голови МЗС Сирії Фейсал Мекдад назвав авіаудари ВПС Ізраїлю з сирійської території «оголошенням війни» та показником союзу Ізраїлю з ісламськими терористами. Сирійське МЗС надіслало листа до Ради Безпеки ООН, в якому йшлось, що «ізраїльська агресія призвела до загибелі і поранень кількох осіб і масштабних руйнувань». Атаки Ізраїлю також засудили Єгипет та Ліга Арабських держав.
5 липня 2013 року Ізраїль завдав ракетного удару по збройних складах в головному портовому місті Сирії Латакії. Удар було здійснено з ізраїльського підводного човна класу «Дельфін», імовірно було знищено 50 протикорабельних ракет «Яхонт П-800».
За інформацією джерел каналу RT під час ракетних ударів по Сирії Ізраїль використовував військову базу на території Туреччини
.

### Підтримка опозиції
Туреччина надавала притулок сирійським дисидентам. Сирійські опозиційні активісти зібрались в травні 2012 року в Стамбулі для обговорення можливості змінити режим, також в Туреччині знаходиться голова Вільної сирійської армії полковник Ріад аль-Асад. Туреччина стала дедалі більш ворожою до уряду Асада, та сприяла консолідації опозиційних фракцій. Починаючи з травня 2012 року, деякі опозиційні сирійські бійці пройшли тренування та отримали зброю від турецької розвідки.
Деякі країни розірвали відносини з урядом Асада, серед них: країни Перської затоки, Лівія, Туніс, Велика Британія, Іспанія, Туреччина, США та Бельгія. Канада закрила візовий відділ, але залишила посольство в Дамаску.
1 листопада 2011 року НАТО заявило, що не збирається брати участь у військових діях в Сирії, після завершення кампанії тривалістю сім місяців в Лівії.
В липні 2012 року уряд США надав неурядовим організаціям під назвою «сирійська група підтримки» ліцензію на фінансування сирійської озброєної опозиції.
З листопада 2012 року на американських військових базах в Йорданії та Туреччині оперативники ЦРУ і американські спецназівці таємно тренували бійців сирійської опозиції використовувати протитанкові і зенітні засоби.
Сунітське ісламістське угруповання Хізб ут-Тахрір висловило підтримку сирійській опозиції, як і член ХАМАС, прем'єр-міністр Гази Ісмаїл Ханія, хоча лідер ХАМАС Салах аль-Бардавіль додав, що це зовсім не означає розрив зв'язків з урядом Асада. Заяви Бардавіля суперечать численним витокам з його угрупування про готовність евакуації з Сирії та про зменшення присутності в країні. Сирійське відділення Братів-мусульман надало активну підтримку.
Аль-Каїда та пов'язані з нею організації опозиційні Асаду. Представники США вважають, що Аль-Каїда в Іраку провела теракти проти урядових військ, а лідер аль-Каїди Айман аль-Завахірі засудив Асада. 23 квітня, один з лідерів ФАТХ аль-Іслам, Абдель Гані Джоухар, загинув у битві за Аль-Кусайр, коли він підірвався при виготовленні бомби. Член бригади Абдалла Аззам в Лівані зізнався, що його група направила бійців до Сирії, в той час як група начебто пов'язана з аль-Каїдою, що називає себе Фронт аль-Нусра взяла на себе відповідальність за теракт 6 січня 2012 року в центральному районі Дамаску аль-Мідан, в якому загинули 26 людей, більшість з яких були цивільними особами, а також за вибух закладеної у вантажівку бомби, яка вбила 55 людей і поранила 370. Лідери джихадистів та джерела в розвідці повідомляють, що іноземні бойовики почали потрапляти до Сирії тільки в лютому 2012 року. У травні 2012 року, посланник Сирії до ООН Башар Джаафарі заявив, що десятки іноземних бойовиків з Лівії, Тунісу, Єгипту, Великої Британії, Франції, інших країн були захоплені або вбиті, і закликав Саудівську Аравію, Катар і Туреччину припинити «підтримувати збройне повстання». Лідери джихадістів та джерела в розвідці повідомляють, що іноземні бойовики стали потрапляти до Сирії тільки в лютому 2012 року. У червні повідомлялося, що сотні іноземних бойовиків, багато з них пов'язані з аль-Каїдою, поїхали до Сирії для боротьби проти Асада. В липні міністр закордонних справ Іраку знову попередив, що члени аль-Каїди в Іраку шукали притулку в Сирії і їдуть туди для боротьби з режимом. На запитання, чи будуть Сполучені Штати озброювати опозицію, Гілларі Клінтон висловила побоювання, що ця зброя може потрапити в руки аль-Каїди і ХАМАС.
Важливий маршрут доставки допомоги був відкритий навесні 2012 року, коли Саудівська Аравія і Катар оголосили про початок передачі зброї та грошей опозиції.. Пол Салем, директор близькосхідного центру Carnegie в Бейруті, і Еміль Хокаєм з міжнародного інституту стратегічних досліджень стверджували, що ця підтримка навряд чи матиме вирішальний вплив. Також був перехоплений човен з Лівії, який начебто прямував із зброєю на борту для сирійських повстанців. Відповідно до витоків електронної пошти Сирійської національної ради, які потрапили до Аль-Ахбар, підтримка Саудівської Аравії мала негативні наслідки та посилила розбіжності опозиції в Хомсі.
Згідно з інтерв'ю сирійського високопосадовця, поширеним абхазьким інформаційним агентством Анна, колишні члени Визвольної армії Косово борються в Сирії на боці сирійської опозиції. Він зазначив, що сирійська армія вбила 400 повстанців, в тому числі з Косова. Сирійський чиновник заявив, що всі вбиті косовари були членами Армії визволення Косово.
Протягом 2012 року уряд Канади витратив 5,3 мільйони доларів на підтримку сирійської опозиції, зокрема на пропагандистські цілі (закупівлю телекомунікаційного обладнання, навчання журналістів та блогерів).
13 червня 2013 року, після того як Рада національної безпеки США припустила застосування збройними формуваннями лояльними Башару аль-Асаду хімічної зброї Президент США Барак Обама видав наказ розпочати поставки озброєння поміркованим частинам повстанців.
22 червня 2013 року на зустрічі міністрів закордонних справ держав групи «Друзі Сирії» в Досі прийнято рішення надати негайну збройну допомогу загонам, які воюють з Сирійською Арабською Армією Башара Асада. Її постачатимуть напряму через військове командування повстанців.
15 липня 2013 року пакистанський терористичний рух Талібан повідомив, що у відповідь на запит Аль Каїди, перший загін зі 150 бойовиків-талібів прибув в Сирію для ведення бойових дій проти сирійської армії, вони вже створили на місці свої табори та командні центри, будуть діяти під проводом Аль Каїди, в подальшому заплановано збільшення кількості бойовиків.
4 вересня 2013 року Держсекретар США Джон Керрі заявив, що арабські країни запропонували взяти на себе витрати по широкомасштабній військовій інтервенції США в Сирію.

### Підтримка уряду Сирії
Згідно з даними опитувань станом на початок вересня 2013 р., 51 % американців, 71 % британців, 63 % німців та 64 % французів висловилися проти військового втручання до Сирії. Ще більше громадян висловилися проти участі своїх держав у військовому втручанні до Сирії: 77 % німців та 68 % французів висловилися проти військового втручання своїх держав до Сирії.

#### Росія
У січні 2012 року Х'юман Райтс Вотч піддала критиці Росію за «повторення помилок урядів західних країн» через «помилкову» підтримку Асада. Amnesty International, через застосування сирійським урядом військових гелікоптерів, поставлених з Росії, піддала Росію критиці за «відверту зневагу до людяності». Хьюман райтс вотч попередила листом російську державну компанію Рособоронекспорт, що, за міжнародним правом, «поставки зброї до Сирії, коли там тривають злочини проти людяності, можуть означати співучасть у скоєні цих злочинів», і закликала уряди і компанії по всьому світу зупинити підписання нових контрактів і розглянути питання про призупинення поточної угоди з російськими компаніями. Незабаром після цього, однак, США придбали гелікоптери Мі-17 у Рособоронекспорту на сотні мільйонів доларів. Росія зацікавлена, зокрема, в доступі до порту в Тартусі, де знаходиться єдина військова база за межами колишнього СРСР і, отже, основне джерело впливу в східній частині Середземного моря. Провідний російський аналітичний центр «Центр аналізу стратегій і технологій», натомість, вважає значення порту в Тартусі перебільшеною, а підтримку сирійського уряду Росією «ірраціональною». В липні 2012 року, проте, В'ячеслав Дзіркалін, заступник директора Федеральної служби Росії з військово-технічного співробітництва, оголосив про припинення поставки озброєнь. Спільна група з 10 російських військових кораблів і такою ж кількість кораблів супроводу на чолі з протичовновим есмінцем та десантним кораблем з десантом на борту увійшли до Середземного Моря. Ця група була розгорнута під час ескалації бойових дій в Сирії та оголошенням США можливості «посилити» свої зусилля «за межами Ради Безпеки». Британські, французькі та американські ВМС планують відправити більшу кількість кораблів в Східне Середземномор'я восени на військово-морські навчання. У липні 2012 року віце-адмірал Віктор Чирков заявив що у випадку атаки, російська база буде вимушена евакуюватись.
У вересні 2013 року американське видання «The Washington Post» поширило інформацію про те, що Росія здійснює поставки зброї сирійським урядовим військам через український порт Ольвія, який контролює Росія.

#### Іран
Верховний лідер Ірану Алі Хаменеї висловив підтримку сирійському уряду. The Guardian повідомляє, що іранський уряд допомагає Уряду Сирії поставками обладнання. The Economist відзначив, що Іран в лютому 2012 року направив уряду Сирії 9 мільярдів доларів США для послаблення наслідків західних санкцій. Також Іран поставляє паливо і відправив два військових кораблі до сирійського порту як демонстрацію сили і підтримки.
Президент США Барак Обама і посол США до ООН Сьюзен Райс звинуватили Іран в таємному пособництві Асаду в його зусиллях по придушенню протестів, і були повідомлення сирійських протестувальників про те, що деякі працівники служб безпеки розмовляють перською. Місто Забадані життєво важливе для Асада та Ірану оскільки, принаймні ще наприкінці червня 2011 року, місто служило іранській революційній гвардії «логістичним вузлом для поставок Хізбаллі».
За даними комітету ООН травня 2012 року, Іран поставляє до Сирії зброю попри заборону експорту зброї з Ісламської республіки. Турецька влада захопила на своєму кордоні ящики і вантажівки в лютому 2012 року, у тому числі з автоматами, кулеметами, вибухівкою, детонаторами, та 60 мм і 120 мм мінами для мінометів, та іншим устаткуванням. Вважалося, що вони були призначені для сирійського уряду. Через кілька годин після того до Washington Post потрапила секретна доповідь, де було вказано, що сирійські опозиційні бійці стали отримувати краще озброєння оплачене країнами Перської затоки та, частково, поставлене при підтримці США. Доповідь розглядала три великих незаконних поставки іранської зброї в минулому році і заявила, що «Іран продовжує ігнорувати міжнародне співтовариство незаконними поставками зброї. Два випадки стосувались (Сирія), як і в більшості випадків перевірки Групою під час свого попереднього мандата, підкресливши, що Сирія продовжує залишатися центральним учасником незаконних поставок іранської зброї.»
У березні 2012 року, анонімне джерело в американській розвідці повідомило про сплеск іранських поставок зброї та іншої допомоги для сирійського уряду. Іранські служби безпеки також нібито були відправлені в Дамаск для надання допомоги поставкам. Інший високопоставлений американський чиновник повідомив, що члени основної служби розвідки Ірану, міністерства розвідки і безпеки, допомагають сирійськими колегами, відповідальним за придушення повстання. Більше анонімних джерел були названі ООН в травні 2012 року, для підтвердження того, що зброя рухається в обох напрямках між Ліваном і Сирією, а також припустило, що зброю привезена з Лівану була використана для озброєння опозиції. Сплеск поставок іранської зброї, швидше за все, був відповіддю на сплеск поставок зброї та боєприпасів повстанцям з країн Перської затоки, який був зафіксований невдовзі до того.
За словами американського журналіста Женів Абдо, іранський уряд надав уряду Сирії технології для контролю електронної пошти, мобільних телефонів і соціальних медіа. Іран створив ці технології у відповідь на протести 2009 року і витратив мільйони доларів на створення «кібер-армії», що дозволяє відстежувати дисидентів в Інтернеті. Технології моніторингу Ірану вважається одними з найскладніших в світі, які поступаються, мабуть, лише Китаю. 24 липня 2012 року командир Іранської революційної гвардії Масуд Джазеєрі заявив, що Іран не дозволить успішно втілити ворожі плани зміни політичної системи Сирії.

#### Інші країни
За словами високопоставленого чиновника з іранської революційної гвардії, члени Хизбалли взяли участь в боротьбі на землі проти опозиції в Дамаску і в битві за Забадані.
Китай та Росія наклали вето на резолюцію Ради Безпеки ООН. Кореспондент Jerusalem Post Орен Кесслер повідомив, що Пекін скористався правом вето в інтересах збереження зв'язків з Росією. В доповіді Ради безпеки ООН в травні 2012 року Китай був названий транзитним центром для незаконних поставок зброї з Північної Кореї, слідчі ООН розслідували повідомлення про поставки цієї зброї сирійському уряду.
В лютому 2012 року були поширені повідомлення, що уряд Уго Чавеса постачає дизельне пальне на десятки мільйонів доларів в Сирію, яке може бути використане для заправки танків. Наступного місяця, при підготовці третьої поставки, Венесуела підтвердила намір подальших поставок дизеля до Сирії. The Wall Street Journal отримав документи, які свідчили про те, що в липні 2012 готувалась четверта велика поставка дизеля: «операція має таку структуру, яка би полегшила тиск на валютні резерви Сирії». В документі також зазначено, що навіть «політична опозиція в Сирії розділена з питання заборони поставки енергоносіїв в країну. Опозиція воліла б бачити, як у танків Асада закінчується паливо, вона також побоюється, що відсутність палива так само може підірвати політичну та збройну опозицію в Сирії». Президент Венесуели Уго Чавес відкрито висловив підтримку уряду Асада.

## Бойові дії 2015 року
За даними ООН, з початку 2015 року станом на середину вересня через Середземне море до Європи змогли дістатися понад 365 тисяч сирійських біженців, майже 3 тисячі загинули в дорозі.
16 вересня 2015 позиції бойовиків «ІДІЛ» бомбардовані винищувачами ВПС Австралії — по контрольованих ісламістами нафтосховищах.
В середині вересня сайт розслідувань «Bellingcat» оприлюднив докази присутності російських військових у Сирії — знімки російської мобільної радіостанції Р-166-0,5 «Артек». 18 вересня агентство Reuters з посиланням на кілька джерел повідомило, що на аеродромі біля Латакії розміщені російські винищувачі. 19 вересня правозахисники заявили, що ісламісти розстріляли 56 сирійських військовиків — під час масової страти на авіабазі (Абу-аз-Зухур, провінція Ідліб). 21 вересня урядові сили здійснили атаку на місто Алеппо, загинуло не менше 32 мирних жителів. 24 вересня Мустафа Джемілєв повідомив, що близько десяти трупів учасників війни в Сирії вже привезли до Севастополя. Того ж дня агентства з посиланням на «Reuters» повідомили, що армія Башара Асада використала російські літаки для здійснення авіаударів по ІД на півночі Сирії — задля запобігання захоплення авіабази поблизу н. п. Квейріс (провінція Алеппо), існують твердження, що російськими літаками керували сирійські пілоти. 26 вересня перших ударів по терористах завдали військово-повітряні сили Франції.
2 жовтня здійснено 28 авіаударів по позиціях «ІД» в Іраку і Сирії. 6 з 8 з восьми ударів в Сирії були проведені поблизу міста Аль-Хасака. 9 жовтня Сирійський центр моніторингу за дотриманням прав людини повідомляє, що бойовики ІДІЛ відбили 5 сіл у сирійських повстанців та вбили іранського бригадного генерала. 12 жовтня «Вільна сирійська армія» після 5-денних боїв вибила сили Башара Асада з міста Кафар Набуда -повідомив журналіст німецького видання Bild Юліан Рьопке, знищено кілька танків. 16 жовтня війська Башара Асада разом із спільниками з Ірану та «Хезболи» здійснюють наступ поблизу міста Алеппо за підтримки з повітря російської авіації. Сирійський центр моніторингу за дотриманням прав людини повідомляє, що російські повітряні удари вбили 60 людей, із них 30 — жінки та діти. Того ж дня бригадний генерал Алі Майхуб повідомив, що збройні сили Сирії на півночі провінції Хомс частково перебрали контроль над кількома селищами — Тер-Маале, Джауалік, Сунайсіль, оточено селище Дар аль-Кабіра, зайнято два селища біля міста Ель-Кунейтра. 6 листопада надходять повідомлення, що біля міста Хама кілька повстанських угрупувань повстанців ведуть наступ на проурядові сили, та фронт сил Асада прорвано.
15 листопада авіація Франції і США завдала авіаударів по місту Ракка. Зруйновано командний центр, центр набору, депо з боєприпасами, тренувальний табір бойовиків. 16 листопада 10 французьких бомбардувальників здійснили удари по силах «ІД» біля міста Ракка, знищено командний центр та центр вербування. 21 листопада сирійські повстанці відбили у «ІД» два села в провінції Алеппо — Делья і Харжалех, зайняті в серпні 2015-го.

## Бойові дії 2016 року

### Російське військове втручання
30 вересня 2015 Радою Федерації Російської Федерації затверджено звернення президента Росії, Володимира Путіна, про дозвіл на застосування Збройних сил Російської Федерації за кордоном. Зокрема передбачено використання військово-повітряних сил на території Сирії. Рішення прийнято одноголосно: 162 сенаторів проголосували «за», за відсутності голосів «утрималися» і «проти».
Того ж дня світові аґенції новин поширюють інформацію про те, що у Сирії з'явилися важкі реактивні системи залпового вогню БМ-30 «Смерч» — поблизу Гердана (Al-Qerdaha). 30 вересня російські військові сили біля міста Хомс здійснили авіаційний удар по позиціях повстанців — містечка Аль-Расатан, Талбісах, селище Аль-Зафаранах. Загинуло 27 мирних мешканців, з них 5 жінок та 6 дітей. 1 жовтня російські бомбардувальники здійснили удари на північному заході Сирії. Арабський телеканал Al-Mayadeen зазначив, що удари здійснювалися по позиціях повстанців — поблизу Джиср Аль-Шугур, Хама та Жабал Аль-Зав'ях. 2 жовтня російські літаки здійснюють бомбардування на заході і північному заході Сирії (посилання на аґенцію Reuters), 18 ударів з повітря здійснені по провінціях Ідліб, Хама й Алеппо. 6 жовтня літаки РФ бомбардували Пальміру.

### Залучення авіаносця та фрегатів до ударів по Сирії
Із листопада 2016 року Росія почала завдавати авіаударів з авіаносця «Адмірал Кузнєцов» — Су-33 та МіГ-29К. Сам шлях авіаносця виявився непростим — починаю з того, що один з двох двигунів був несправний і тому корабель плив дуже повільно. А чорний дим із труб було видно за кілька кілометрів. З цього приводу в інтернеті було чимало фотожаб — наприклад, капітана малювали чорним від диму, немов чорношкірого.
14 листопада 2016 року російський винищувач МіГ-29К впав у море під час заходу на посадку на авіаносець.
15 листопада 2016 року російський фрегат «Адмірал Григорович» здійснив пуски крилатих ракет «Калібр» по позиціях в Сирії.

## Бойові дії 2017 року

### Хімічна зброя та ракетний удар
Перша газова атака відбулась в провінції Ідліб 4 квітня 2017р, гіпотетично, використовувався хлор, поранення здобули 300 чоловік, померло 67. За іншими даними, померло 58 дорослих, 11 дітей, друга хімічна атака сталась в місті Латамінах, число загиблих в результаті можливої хімічної атаки склало 3 чоловіка, 25 отримали поранення. За свідченням російської служби BBC, при першій газовій атаці, не наведено доказів та спростувань жодною стороною, та отруюючий чинник міг бути випущений від пошкоджень ємностей з отруйними речовинами, гіпотетично, зарином.

#### Реакція США
7 квітня Збройні сили США завдали ракетного удару по авіабазі урядових військ президента Башара Асада. Два військових кораблі США, розташованих в Середземному морі, випустили щонайменше 50 ракет «Томагавк». Раніше президент США Дональд Трамп в бесіді з кількома конгресменами допустив, що Вашингтон використовує збройні сили у відповідь на хімічну атаку в Сирії. Під ракетний удар потрапили злітні смуги та навколишня інфраструктура аеропорту, була повністю зруйнована База сирійських ВПС Шайрат в провінції Хомс звідки, можливо, здійснювала виліт авіація Асада.. Велика Британія та Німеччина заявили про підтримку в діях США щодо удару по військовій базі.

### Інші події
14 жовтня повідомлено про повне звільнення міста Ракка від бойовиків ІД.

## Бойові дії 2018 року
2018 рік розпочався новою ескалацією конфлікту із залученням важковаговиків конфлікту (Туреччини, США, Ізраїлю та Росії). Добившись суттєвого стратегічного перелому в конфлікті, проасадівська коаліція зосередилася на опозиційних анклавах, придушуючи їх. Натомість ІДІЛ, віддавши ініціативу й території проурядовій сирійській армії, продовжили свій опір супроти курдсько-американської коаліції, чим спонукали останніх на радикальніші дії. Як наслідок, наприкінці 2017 року курдські сили повністю оволоділи північно-східною частиною країни (всі землі що на схід від Євфрату).

### Зимова ескалація за участю світових гравців
Значні успіхи курдів не на жарт стривожили турецьку сторону, відтак після чергової зустрічі Путіна та Ердогана, останній почав апелювати щодо курдської загрози та порушення тристоронньої домовленості щодо недопущення територіальної автономії курдів на території Сирії. Науськаний росіянами, щодо політичного зближенням курдів й США, Ердоган вирішив практично долучитися до конфлікту — ввівши і свої війська на території Сирії. Так, 20 січня 2018 року розпочалася Турецька інтервенція в Афрін.
Конфлікт між турками та курдами, розв'язав руки Асаду та російським найманцям. Останні почали все частіше заявляти про свої територіальні та економічні претензії, проводячи несподівані рейди в різних точках конфлікту (в основному в економічно-базових мухафазах). Натомість проасадівські війська та російська армія продовжили поступовий натиск на опозиційну провінцію Ідліб. Як наслідок, наприкінці зими їм вдалося відкинути опонентів подалі від Алеппо та захопити майже третину території опонентів.
На східному театрі війни панувало відносне затишшя, яке склалося внаслідок перегрупування сил та зміни стратегії. Адже після захоплення Дайр-ез-Заур, проурядові війська майже без бою отримали решту території на захід від Євфрату, оскільки рештки ІДІЛу перегрупувалися поближче до кордону з Іраком (в зоні впливу курдсько-американської коаліції). Але після того, як наприкінці 2017 року російська компанія «Європоліс», пов'язана з російським олігархом Євгенієм Пригожиним, що фінансує «ЧВК Вагнера», уклала договір з владою в Дамаску про те, що найманці будуть звільняти території, в яких в подальшому ця компанія отримає частку в нафтових родовищах, у сенсі їх подальшої експлуатації — цей військово-етнічний конфлікт силкується перетворитися на приватну економічно-військову кампанію. Прикладом таких приватно-анархічних дій став Бій під Хішамом: 6-годинна взірцева контратака американсько-курдської коаліції супроти найманців, яка відбулася 8 лютого 2018 року й стала переломним моментом на східному фронті. Відтак від маштабних бойових дій, на цій ділянці фронту, опоненти перейшли до локальних сутичок: Контрвипади 29-30 квітня, Знищення батареї в Меядині, Наступ на Пальміру (з пустелі)
10 лютого 2018 року відбулася п'ятигодинна конфронтація між Ізраїлем та силами Ірану та Сирії. Іранський БПЛА о 4:00 ранку порушив повітряний простір Ізраїлю, у відповідь на що ВПС Ізраїлю підняли в повітря щонайменше 8 винищувачів та завдали ударів по іранській базі безпілотників на території Сирії. Під час вильоту один ізраїльський винищувач було збито силами сирійського ППО. У відповідь на збиття, Ізраїль підняв другу хвилю винищувачів, ще більш масовану за першу. Було завдано ударів по позиціям чотирьох полків ППО на території Сирії, військового аеродрому та декількох штаб-квартир. Конфронтація завершилася о 9:00, імовірно після телефонного дзвінка Путіна до Ізраїлю.

### Ракетний удар по Сирії з боку США, Франції та Великої Британії
6 квітня 2018 року сирійська армія здійснила масовані атаки з повітря на місто Дума. Сирійське американське медичне товариство, яке займається наданням медичної допомоги, повідомило, що в лікарню Думи потрапила хлорна бомба. За даними Всесвітньої організації охорони здоров'я, у 500 постраждалих виявили симптоми отруєння хімічною речовиною. Крім того, ВООЗ повідомила про ймовірну загибель 70 осіб.
У відповідь Президент США Дональд Трамп оголосив про початок «точкових ударів» по Сирії. 9 квітня 2018 року було проведено екстрене засідання Радбезу ООН. 14 квітня США, Велика Британія і Франція випустили по Сирії понад 100 крилатих ракет і ракет класу «повітря-земля». За результатами екстреного засідання НАТО всі країни-союзники договору схвалили ці дії. На брифінгу в Пентагоні генерал Кеннет МакКінзі заявив, що ракетні удари знищили всі задані цілі. За офіційним повідомленням США ракетні удари по Сирії не є частиною конфлікту між РФ та США, окрім того, Росію було попереджено про дії країн-союзників.

Ситуація на північному заході Сирії. (2020)

## Бойові дії 2019—2020 років

### Сирійський наступ на Ідліб та західне Алеппо
В листопаді 2019 року сирійські урядові війська за підтримки союзників розпочали наступ на Ідліб та західне Алеппо. Провладні сили до лютого 2020 року оточили кілька турецьких спостережних пунктів. Тим часом Збройні сили Туреччини створили кілька нових спостережних пунктів в регіоні.
На початку 2020 року Збройні сили Сирії захопила стратегічні міста Маарат аль-Нуман та Саракіб.
За два місяці наступу сирійська армія значно просунулась вглиб території, що була підконтрольною повстанцям та захопила стратегічну трасу M5 Дамаск — Алеппо.
11 лютого 2020 року президент Ердоган заявив про підтримку повстанців та погрозив посилити боротьбу проти сирійських урядових сил після вбивства турецьких солдатів. Згодом Ердоган заявив, що відкриває кордон між Туреччиною та Європою, лише за 28 лютого, за його даними, кордон перетнули 18 тисяч біженців. Ці дії Ердоган пояснив тим, що країна не може дозволити собі «годувати таку кількість біженців». Через відкриття Туреччиною кордону з ЄС, до Європи рушив потік біженців. За словами Ердогана, на 1-2 березня це були сотні тисяч людей.
2 березня, за даними міністра оборони США Марка Еспера, зважаючи на продовження наступу сирійських військ за підтримки РФ, уряд США вирішив збільшити об'єм гуманітарної допомоги сирійським жителям.
1 березня турецькі війська збили два літаки Су-24 сирійської армії, втративши БПЛА в провінції Ідліб, 3 березня Туреччина збила сирійський винищувач типу L-39.
5 березня 2020 року між Туреччиною та Росією було досягнуто домовленості про припинення вогню в Ідлібі. Від цього моменту війна перейшла в загалом низьку фазу активності.
Турецькі та російські сили домовилися здійснювати спільні патрулі в Ідлібі. Перше патрулювання має відбутися 15 березня на трасі M-4, яка сполучає міста Аль-Хасеке та Алеппо.

## Бойові дії 2023 року
Станом на початок 2023 початок режим Асада контролює близько 65-70 % території Сирії, зокрема усі вісім головних міст — Дамаск, Алеппо, Хомс, Хама, Латакія, Тартус, Дераа і Дейр-ез-Зор. На цих територіях проживає приблизно 12 мільйонів людей із 17-мільйонного населення повоєнної Сирії. Опозиція утримує невелику частину півночі країни. Варто зазначити, що деякі ділянки перебувають під контролем Туреччини, США чи курдів. За різними оцінками, за 12 років війни було вбито мінімум 580 тис. осіб, а 6,7 мільйонів громадян вимушено покинули країну. Порівняно з попередніми фазами конфлікту, ситуація в Сирії впродовж двох років залишається більш-менш стабільною.
У березні 2023 року сирійський уряд заявив, що не добиватиметься жодного примирення з Туреччиною, якщо та не виведе всі свої військові сили з Сирії. Ця заява була зроблена у відповідь на дипломатичні зусилля Росії, яка прагнула спонукати Сирію та Туреччину до примирення та відновлення дипломатичних відносин.
Восени основний військовий конфлікт йшов не між сирійським урядом та повстанцями, а між турецькими силами та курдськими угрупованнями всередині Сирії. Наприкінці 2023 року турецькі війська продовжили атакувати сили YPG в Рожаві.
ACLED зафіксувала загибель щонайменше 6267 осіб у результаті війни у Сирії у 2023 році.

## Бойові дії 2024 року
Вночі 3 лютого Повітряні сили США завдали удари по 85 об'єктах бойовиків КВІР у Іраці та Сирії, під ударом були командні центри, склади, логістичні центри, виробничі потужності бойовиків. У Багдаді було чути сирену, місцеві ЗМІ повідомляють про спроби ударів по американському посольству (яке було евакуйовано раніше). Удари наносяться по американських базах в Іраку і Сирії.
3 червня видання Kyiv Post опублікувало ексклюзивні відео, на яких українські військові спецпідрозділу «Хімік» Головного управління розвідки Міністерства оборони України, разом із сирійською опозицією ведуть бої проти російських військ у Голанських висотах, відео датовано березнем 2024 року. Анонімне джерело, яке говорило з Kyiv Post, заявило, що під регулярними атаками опиняються блокпости, опорні пункти, піші патрулі, колони військової техніки та інші об'єкти рашистів.
25 липня українські розвідники спецпідрозділу «Хімік» завдали удару по російській базі в Сирії, що розташовується на аеродромі «Кувейрес». Було знищено систему РЕБ, також, як повідомив Kyiv Post один із бійців ГУР, рашисти використовують цей аеродром для підготовки іноземних найманців для участі у війні проти України.
15 вересня українські спецпризначенці підрозділу ГУР «Хімік» атакували російську військову базу на південно-східних околицях Алеппо. На цій базі росіяни виготовляли та випробували ударні БПЛА, крім того, атаковану базу рашисти використовували для виготовлення «камуфльованих саморобних вибухових пристроїв», бойові частини яких зберігалися на позиції, яку атакували спецпризначенці ГУР.

#### Північний фронт
27 листопада 2024 року сирійські опозиційні угруповання на чолі з «Хаят Тахрір аш-Шам» (ХТШ) розпочали наступ на проурядові сили режиму Асада у західній частині провінції Алеппо в Сирії. ГТШ назвала цей наступ «Стримуванням агресії» і почала його у відповідь на обстріли САА західної частини Алеппо, що почастішали. Цей наступ став першим випадком, коли сили опозиції розпочали атаку після перемир'я в Ідлібі у березні 2020 року. Цього дня повстанці захопили 13 сіл, включно зі стратегічно важливими містами Урм-аль-Сугрою та Анжарою, а також Базу 46 — найбільшу базу сирійського режиму в регіоні. Згодом стало відомо, що сирійські повстанці майже за півроку тому попередили Туреччину про плани масштабного наступу та повалення режиму Асада. При цьому, президент Туреччини Реджеп Тайїп Ердоган заявив, що пропонував Башару Асаду допомогу, але отримав відмову.
28 листопада російські та сирійські літаки бомбардували позиції повстанців, в Алеппо загинув бригадний генерал Кіумарс Пурхашемі, старший іранський військовий радник у Сирії. Росія вперше з 2016 року завдала авіаударів по Алеппо. Наступного дня повстанці увійшли в Алеппо, відновивши бої за місто.
30 листопада було захоплено ще кілька населених пунктів, при цьому повстанці увійшли до Хами й захопили Цитадель Алеппо та урядову штаб-квартиру в місті, а також більше половини міста. До ранку повстанські сили захопили більшу частину Алеппо, зустрівши незначний опір і змусивши проурядові війська відступити в бік Сафіри. Урядові сили та іранські військові зберігали контроль над кількома районами в північно-східній частині Алеппо Російські війська залишили щонайменше три військові бази навколо міста. Сирійська урядова армія оголосила про вихід із Алеппо.
1 грудня повстанці взяли під контроль Алеппо. У відповідь на це РФ пообіцяла Асаду військову допомогу. Курдський анклав у місті, а саме райони Шейх-Максуд і Ашрафія, опинився в облозі повстанців, причому близько 100 тисяч жителів зіткнулися з вичерпанням запасів їжі та браком послуг.
5 грудня опозиційні сили увійшли до північно-східної частини міста Хама після захоплення бази 66-ї бригади на схід від міста. Було проведено авіаудари урядових сил по східній стороні, одночасно з боями з опозиційними силами. Того ж дня сили САА відступили з міста Хама. Повстанські сили також увійшли до центральної в'язниці Хами й звільнили сотні ув'язнених. До полудня опозиційні сили встановили повний контроль над містом та прилеглим військовим аеропортом. Цього ж дня проурядові сили відступили з міст Саламія та Тальбісех у напрямку міста Хомс, через кілька годин після їхнього відступу з Хами, коли повстанці наблизилися до околиць цих міст. Ввечері опозиційні сили увійшли до Саламії без боїв після досягнення угоди з старійшинами міста та релігійною Ісмаїльською радою.

#### Південний фронт
6 грудня 2024 року кілька міст у провінції Дар'а, включаючи Габагіб, Ель-Джізу, Ель-Гарія-ель-Гарбію, Інхіл, Барку, Джасім, Намір і Сімлін, а також прикордонний перехід Насіб, перейшли під контроль місцевих сил. Крім того, більше міст, таких як Бусра аль-Харір, Нава, Махайя, а також весь прикордонний регіон з Йорданією, повністю опинилися під контролем повстанців.
Повстанці заявили, що взяли під контроль бригаду 52 — другу за величиною військову базу урядових сил у провінції Дар'а, після обміну вогнем із силами режиму на базі та в сусідньому місті Ель-Хірак. До кінця дня повстанці захопили місто Дар'а, а також Ізру вперше з початку громадянської війни. У місті Сувейда повстанці встановили повний контроль, захопивши стратегічні об’єкти, зокрема центральну в’язницю, штаб-квартиру місцевого відділення партії Баас, головне управління поліції та численні військові блокпости. Повстанці наблизилися до великого міста Хомс, яке відкриває шлях до столиці Дамаск. Лідер ісламістського угруповання Хайят Тахрір аш-Шам Абу Мохаммад аль-Джолані заявив, що метою повстанців є повалення режиму Асада і "будівництво нової Сирії".
Того ж дня Сирійська Вільна армія, підтримувана Сполученими Штатами, розпочала наступ із «зони деконфліктів» Ат-Танф на стародавнє місто Пальміра у східній частині провінції Хомс. США надавали логістичну підтримку опозиції. Наступ відбувся після невдач уряду Башара Асада на інших фронтах, особливо після наступу на північному заході, здійсненого Тахрір аль-Шамом.
Сирійська вільна армія 7 грудня взяла під контроль Пальміру після зіткнень із силами режиму, а згодом рушила у напрямку Дамаска. Зранку повстанці захопили більшу частину провінції Дар'а. Пізніше того ж ранку повстанці встановили контроль над Ель-Кунейтрою та містом Хомс.
7 грудня сирійські повстанці оголосили, що почали оточувати Дамаск після захоплення прилеглих міст. Командир повстанців Хасан Абдель Гані заявив: «Наші сили розпочали реалізацію фінальної фази оточення столиці Дамаск». Повстанці почали оточувати столицю після захоплення Ес-Санамейн, міста за 20 км від південного входу до Дамаска.
У регіоні Рів Дамаск проурядові сили відступили з міст Ассаль аль-Вард, Ябруд, Фліта, Ел-Насеріята Артуз, тоді як повстанці наблизилися до Дамаска на відстань 10 км. До вечора проурядові сили залишили міста на околицях Дамаска, включаючи Джерамана, Катану, Муадаміят-аш-Шам, Дарая, Ел-Кісва,Ел-Думайр, Дар'а та місця поблизу авіабази в Меззе.
Згідно з Сирійською обсерваторією з прав людини, сирійські повстанці були активні в дамаських передмістях Джерамана, Муадаміят-аш-Шам і Дар’а, і рухалися зі сходу в напрямку Харасти. Увечері проурядові сили відступили з кількох передмість, де спалахнули протести. Зранку 8 грудня сирійські урядові війська почали розформовувати загони після того, як Асад втік із Дамаску до Москви.
Проурядове радіо Sham FM повідомило, що аеропорт Дамаска був евакуйований і всі рейси призупинені. Сирійські проурядові війська відступили з аеропорту Дамаска. Сирійські повстанці взяли місто під контроль та повалили режим Башара Асада.

#### Східний фронт
3 грудня 2024 року Сирійські демократичні сили (СДС) розпочали наступ на проурядові сили поблизу міст Хішам і Аль-Салігія у східній провінції Дейр-ез-Заур, захопивши село Аль-Хусайнія. Авіація коаліції CJTF–OIR підтримала СДС, завдавши ударів по іранських військових у цьому регіоні.  СДС заявили, що захопили 7 сіл, які перебували під контролем САА, на східному березі Євфрату: Аль-Салігія, Табія, Хатла, Хашам, Марат, Мазлум і Хусайнія, та інтегрують їх у Військову раду Дейр-ез-Заура. Через кілька годин СДС відступили з раніше захоплених територій. Унаслідок авіаудару США поблизу аеропорту Дейр-ез-Зора було вбито шістьох солдатів САА.
5 грудня СДС захопили нафтове родовище Тавра, місто Ресафа і стратегічні позиції поблизу районів Саффян і Анбадж у провінції Ракка після відходу проурядових сил.
6 грудня проурядові сили почали відступати з міст Дейр-ез-Заур, Меядін, Ель-Курія та Абу-Кемаль у напрямку столиці. Незабаром після їхнього відступу бійці СДС захопили місто Дейр-ез-Заур і розширили свій контроль до Абу-Кемаля та іракського кордону.
6 грудня Сирійська національна армія (СНА) розпочала масштабні військові операції у східній частині провінції Алеппо. Операції включали інтенсивне використання дронів для спостереження та артилерійські удари по кількох селах на північному заході від Манбіджа, що перебувають під контролем Сирійських демократичних сил (СДС), включаючи Аун аль-Дадат, аль-Дарадж, Умм Джалуд, Саяду та Умм Адас. Військова рада Манбіджа, яка діє під командуванням СДС, повідомила, що розвідувальні літаки, ймовірно турецького походження, здійснювали повторні бомбардування. Також зазначалося, що турецькі дрони здійснили близько двадцяти операцій уздовж кордону Туреччини та територій під контролем СДС на трьох різних напрямках, включно з Манбіджем та сусіднім районом Ель-Баб.
7 грудня СНА заявила, що захопила Джаблі Аль-Хамра та Таль Асвад, однак СДС стверджувала, що всі атаки СНА на кількох напрямках були відбиті.
8 грудня заявлено, що СНА захопила місто Аріма та Умм Дадат. Туреччина почала підтримувати наступ СНА ударами дронів по позиціях СДС. У турецьких звітах стверджувалося, що 80% Манбіджа були захоплені СНА. Військова рада Манбіджа спростувала будь-які успіхи СНА. СНА отримала контроль над "великими районами міста", а Військова рада Манбіджа частково відступила на схід від Євфрату. Після заяв Туреччини про значні успіхи в регіоні адміністрація Манбіджа оприлюднила відео біля урядової будівлі в центрі міста, заявивши, "що турецьким силам не вдалося прорвати оборону міста, а СДС залишаються відданими захисту Манбіджа".
9 грудня заявлено, що місто було захоплене СНА. СДС заперечила це, назвавши інформацію "психологічною війною" та "пропагандою". СНА захопила більшу частину міста, заявивши про відступ Військової ради Манбіджа, за винятком позицій на околицях Манбіджа. Також повідомлялося, що після переговорів між США та Туреччиною було досягнуто угоди, внаслідок чого СДС вивела свої сили з Манбіджа.

### Введення військ Ізраїлю
Армія оборони Ізраїлю заявила, що зайняла нові позиції в буферній зоні між Ізраїлем і Сирією на Голанських висотах після падіння режиму Башара Асада. Цей крок був зроблений після нової оцінки і «можливості проникнення бойовиків в буферну зону», заявляють ізраїльські військові. Водночас у заяві підкреслюється, що «ЦАХАЛ не втручається в події, що відбуваються в Сирії». Зазначається, що ізраїльські війська вперше зайняли позиції в буферній зоні між Ізраїлем і Сирією з моменту підписання Угоди про роз'єднання 1974 року. У минулому ЦАХАЛ кілька разів входив у цю зону на короткий час.
8 грудня було проведено серію авіаударів у провінціях Дар'а і Сувейда на півдні Сирії неподалік ізраїльського кордону, а також по авіабазі Меззех поблизу Дамаска. Армія оборони Ізраїлю коментувала ці операції. Повітряні сили Ізраїлю вдарили по заводу з виробництва хімічної зброї, який належить режиму Башара Асада, щоб не дати повстанцям захопити його. Згодом Ізраїль підтвердив розгортання своїх військ у буферній зоні на кордоні з Сирією.
9 грудня 2024 року Ізраїль здійснив кілька авіаударів по провінціях Дар'а та Ес-Сувейда на півдні Сирії. Було повідомлено про шість авіаударів по авіабазі на північ від Ес-Сувейди, а також численні інші удари по складам боєприпасів у Нава та сільській місцевості Дар'а. Увечері ЦАХАЛ завдав ударів по порту Латакія, націлюючись на військово-морські сили Сирії, а також по центру виробництва хімічної зброї в Барзі, здійснивши два авіаудари. Протягом 9 грудня Ізраїль здійснив понад 100 авіаударів по об'єктах у Сирії, включаючи Дамаск, Дар'а, Латакію та Хаму. Удари знищили десятки винищувачів і гелікоптерів. Старший ізраїльський посадовець заявив, що авіаудари "триватимуть у найближчі дні".
Вранці 10 грудня фотографії показали затоплені ракетні катери класу «Оса» у порту Латакія після нічних ізраїльських ударів. ЦАХАЛ оголосив, що його повітряні та морські сили завдали понад 480 ударів по Сирії протягом 48 годин, з яких 350 були спрямовані на аеродроми, зенітні батареї, ракети, безпілотники, винищувачі, танки та об'єкти виробництва зброї. Також було додано, що 15 військово-морських суден було знищено під час ударів по Мінет-ель-Бейда та Латакії.